# Rolando Ribera
Rolando Ribera Menacho (Trinidad, 13 de marzo de 1983) es un exfutbolista boliviano. Jugaba como centrocampista. Actualmente se desempeña como asistente técnico de Christian Reynaldo en Libertad Gran Mamoré de la Primera División de Bolivia.

## Clubes

### Como jugador
| Club                   | País    | Año         |
| ---------------------- | ------- | ----------- |
| Primero de Mayo        | Bolivia | 2001        |
| San José               | Bolivia | 2002 - 2008 |
| Universitario de Sucre | Bolivia | 2009        |
| San José               | Bolivia | 2010 - 2012 |
| Universitario de Sucre | Bolivia | 2012 - 2015 |
| Sport Boys Warnes      | Bolivia | 2015 - 2016 |
| Nacional Potosí        | Bolivia | 2017        |

### Como asistente técnico
| Club                 | País    | Año               |
| -------------------- | ------- | ----------------- |
| Libertad Gran Mamoré | Bolivia | 2021 - Actualidad |

## Palmarés

### Como jugador
Títulos nacionales
| Título           | Club                   | País    | Año           |
| ---------------- | ---------------------- | ------- | ------------- |
| Primera División | San José               | Bolivia | Clausura 2007 |
| Primera División | Universitario de Sucre | Bolivia | Clausura 2014 |
| Primera División | Sport Boys Warnes      | Bolivia | Apertura 2016 |

### Como asistente técnico
Títulos regionales
| Título                       | Club                 | País    | Año           |
| ---------------------------- | -------------------- | ------- | ------------- |
| Asociación Beniana de Fútbol | Libertad Gran Mamoré | Bolivia | Apertura 2021 |